# Natten är ljuv
Natten är ljuv (engelska: Tender is the night), är en roman av F. Scott Fitzgerald, utgiven 1934.
Verket publicerades först i Scribner's magazine under januari-april 1934. Boken handlar om paret Nicole och Dick Diver och deras liv på den franska rivieran under 1920-talet. Boken har vissa självbiografiska inslag, och de centrala rollfigurerna är inspirerade av författaren själv och hans fru Zelda Fitzgerald.